# Meioneta equestris
Meioneta equestris är en spindelart som först beskrevs av Ludwig Carl Christian Koch 1881.  Meioneta equestris ingår i släktet Meioneta och familjen täckvävarspindlar. Arten är reproducerande i Sverige. Inga underarter finns listade i Catalogue of Life.